# Alisa Marić

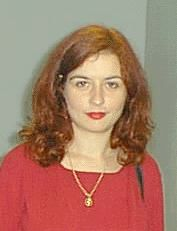
Alisa Marić (2002)

Alisa Marić (Servisch: Алиса Марић) (New York, 10 januari 1970), is een Servische schaakster. Ze is Internationaal Meester (IM) en vrouwengrootmeester (WGM). Haar tweelingzus Mirjana Marić is eveneens vrouwengrootmeester.
In 1985 werd ze wereldkampioen bij de meisjes tot 16 jaar en in 1986 kampioen van Joegoslavië bij de vrouwen.
In 1990 won ze samen met Xie Jun het kandidatentoernooi voor het wereldkampioenschap bij de vrouwen. De daarop volgende tweekamp met Xie Jun verloor ze met 2½-4½.
In 1999 was ze onderdeel van het vrouwenteam van Joegoslavië bij het Europees schaakkampioenschap voor landenteams. Het team eindigde als tweede.
In 2000 haalde Alisa Marić de halve finale van het knock-outtoernooi op het wereldkampioenschap. Ze verloor daarin van Qin Kanying.
Op 27 juli 2012 werd ze benoemd tot Minister van Jeugd en Sport in de regering van Servië.